# بی‌پروا (فیلم ۱۹۹۵)
بی‌پروا یا نترس (به انگلیسی: Reckless) فیلمی محصول سال ۱۹۹۵ و به کارگردانی نورمن رنه است. در این فیلم بازیگرانی همچون میا فارو، اسکات گلن، مری-لوئیز پارکر، تونی گلدوین، آیلین برنان، دبرا مانک، جانکارلو اسپوزیتو، ویلیام فیکنر، نانسی مرشان و استیون درف ایفای نقش کرده‌اند.